# Vance (Caroline du Sud)
Pour les articles homonymes, voir Vance.

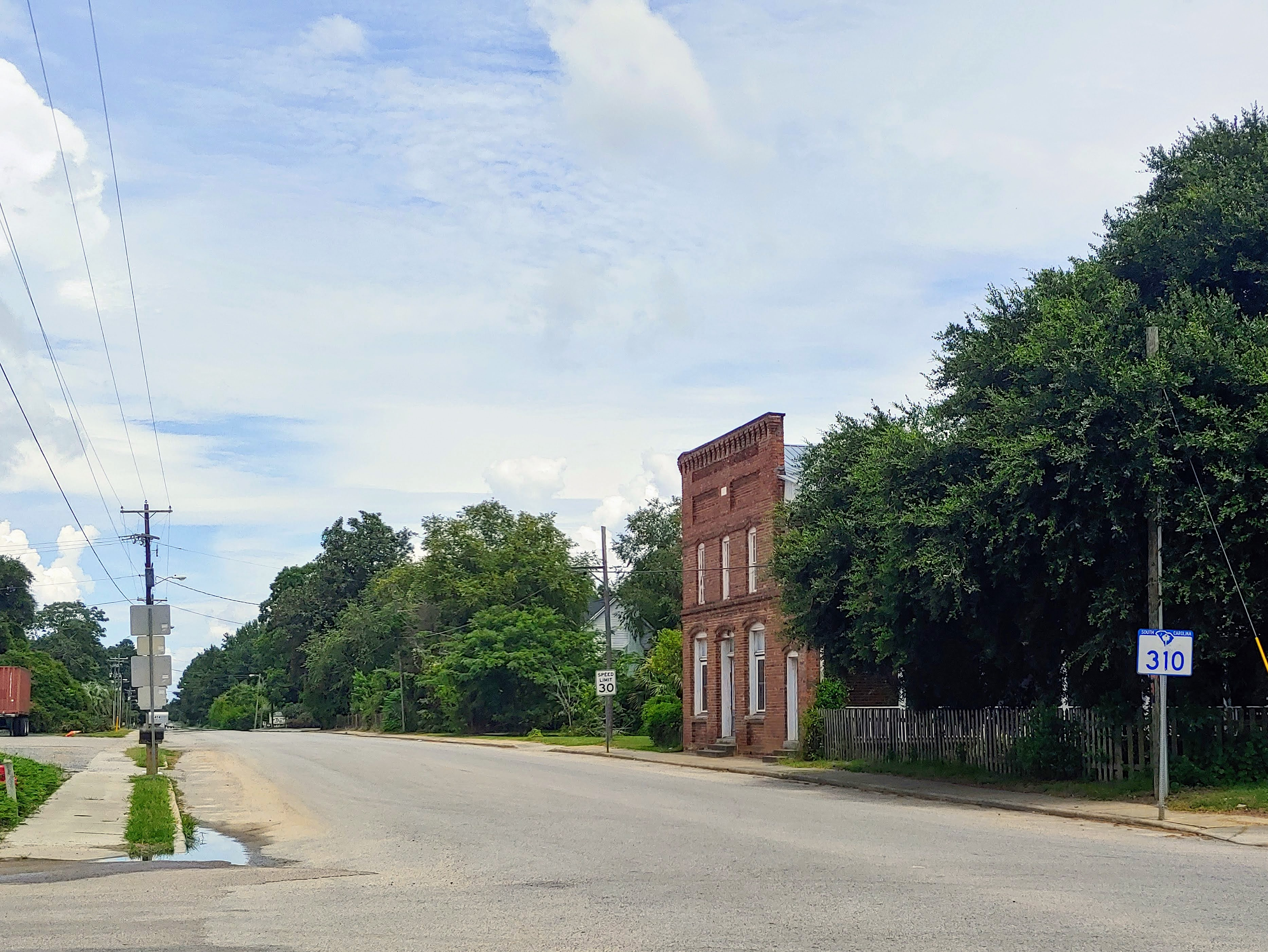
Vance

Vance est une ville du comté d'Orangeburg en Caroline du Sud, aux États-Unis.

## Démographie
| 1900 | 1910 | 1920 | 1930 | 1940 | 1950 |
| ---- | ---- | ---- | ---- | ---- | ---- |
| 81   | 97   | 124  | 121  | 125  | 106  |

| 1960 | 1970 | 1980 | 1990 | 2000 | 2010 |
| ---- | ---- | ---- | ---- | ---- | ---- |
| 85   | 54   | 89   | 214  | 208  | 170  |